# Gare de Koivu
La gare de Koivu, en finnois : Koivun rautatieasema, est une gare ferroviaire de la ligne Laurila–Kelloselkä,  établie à mi-chemin entre les gares de Kemi et Rovaniemi. Elle est située à Tervola en Finlande.

## Histoire
La gare est conçue par l’architecte de la direction des chemins de fer Thure Hellström en 1907 et est achevée en 1908.